# Dumb and Dumber To
Dumb and Dumber To is een Amerikaanse film uit 2014 onder regie van Peter & Bobby Farrelly en een sequel op Dumb and Dumber uit 1994. De film ging in première op 7 november op het Virginia Film Festival.

## Verhaal
Twintig jaar na hun reis naar Aspen zit Lloyd Christmas in een psychiatrische inrichting, vanwege het einde van zijn romance met Mary Swanson. Zijn vriend Harry Dunne neemt hem mee naar zijn oude huis, waar ze ontdekken dat Harry een dochter heeft, Fanny. De twee vrienden besluiten op zoek te gaan naar haar. Het meisje werd geadopteerd door het echtpaar Bernard en Adele Pinchelow, van wie ze de naam Penny heeft gekregen. Hun zoektocht brengt hen van Maryland tot Texas.

## Rolverdeling
- Jim Carrey - als Lloyd Christmas
- Jeff Daniels - als Harry Dunne
- Rob Riggle - als Travis Lippincott
- Laurie Holden - als Adele Pinchelow
- Don Lake - als dokter Roy Baker
- Kathleen Turner - als Fraida Felcher
- Steve Tom - als Dr. Bernard Pinchelow
- Rachel Melvin - als Penny Pinchelow
- Tembi Locke - als Dr. Walcott
- Paul Balckthorne - als arts op spoed
- Brady Bluhm - als Billy in 4C
- Swizz Beatz - als Ninja-leider
- Bill Murray - als Ice Pink
- Derek Holland - als patiënt in gesticht
- Mama June - als fantasievrouw van Harry
- Cam Neely - als Sea Bass